# Per-Erik Öhrn
Per-Erik Lennart Öhrn, född 18 oktober 1946 i Malmö, är en svensk regissör, operasångare, skådespelare, professor, översättare och operachef.

## Biografi
Öhrn växte upp i Malmö och utbildade sig till operasångare (baryton) vid Operahögskolan i Göteborg. Han har arbetat som skådespelare på Östgötateatern och Uppsala Stadsteater och som sångare och regissör på Stora Teatern i Göteborg och Norrlandsoperan. Han har regisserat drygt femtio produktioner på Vadstena-Akademien, Norrlandsoperan, Riksteatern, Sveriges Television, Drottningholms slottsteater, Stora Teatern, Malmö Opera med flera teatrar och översatt operor av bland annat Mozart, Rossini, Haydn, Domenico Cimarosa, Kurt Weill, Jaques Offenbach, Antonin Dvorák och Alfred Schnittke. 

## Konstnärligt ledarskap
Per-Erik Öhrn var åren 1986–1991 konstnärlig ledare för Vadstena-Akademien. Åren 1977–1978 samt 1988–1996 var han konstnärlig ledare för Norrlandsoperan, och tog där bland annat initiativ till den mobila operasalong som sedan använts vid turnéer i Norrlands inland. Från 1997 till 2006 var han chef för Drottningholms slottsteater, där han gjorde de första beställningarna av nyskrivna operaverk – av Jonas Forssell och Reine Jönsson – sedan 1700-talet.
Genom åren har han också verkat för att lyfta fram äldre, mindre kända eller sällan spelade operaverk; bland de senare Wilhelm Stenhammars Tirfing på Malmö Opera 2011.

## Undervisning
Öhrn har varit professor i musikdramatisk gestaltning vid Högskolan för scen och musik vid Göteborgs universitet sedan 2002, men undervisar även vid Operahögskolan i Stockholm. Han var med och startade operafestivalen i Fäviken sommaren 2007 med iscensättningen av Cimarosas Den gifte stackaren. 

## Teater

### Roller (ej komplett)
| År   | Roll          | Produktion                                                              | Regi                 | Teater                           |
| ---- | ------------- | ----------------------------------------------------------------------- | -------------------- | -------------------------------- |
| 1972 | Baby John     | West Side Story Arthur Laurents, Leonard Bernstein och Stephen Sondheim | John Zacharias       | Norrköping-Linköping stadsteater |
| 1972 |               | Vägen till Kanaan Rudolf Värnlund                                       | Lars Gerhard Norberg | Norrköping-Linköping stadsteater |
| 1973 |               | Ett Amnesty-spel Kerttu Thoren och ensemblen                            | Kerttu Thoren        | Norrköping-Linköping stadsteater |
| 1973 | Sven Palmgren | Om 7 flickor Erik Torstensson                                           | Margreth Weivers     | Norrköping-Linköping stadsteater |